# GP Denain 1980
De 22e editie van de wielerwedstrijd GP Denain werd gehouden op 8 april 1980. De start en finish vonden plaats in Denain in het Franse Noorderdepartement. Op het podium stonden twee Belgen en een Fransman: Roger Verschaeve, Jean-Philippe Pipart en Léo Van Thielen; waarvan de laatste won.

## Uitslag
| GP Denain 1980 |                        |                               |           |
| Plaats         | Naam                   | Ploeg                         | tijd      |
| Winnaar        | Léo Van Thielen        | Eurobouw-Cambio Rino          | 4u 38' 55 |
| 2              | Jean-Philippe Pipart   | La Redoute-Motobécane         |           |
| 3              | Roger Verschaeve       | Marc-Carlos-V.R.D.-Woningbouw |           |
| 4              | Gustaaf Van Roosbroeck | IJsboerke-Warncke Eis         |           |
| 5              | Hendrik Vandenbrande   | Safir-Ludo                    |           |
| 6              | Michel Vaarten         | Eurobouw-Cambio Rino          |           |

1959 · 1960 · 1961 · 1962 · 1963 · 1964 · 1965 · 1966 · 1967 · 1968 · 1969 · 1970 · 1971 · 1972 · 1973 · 1974 · 1975 · 1976 · 1977 · 1978 · 1979 · 1980 · 1981 · 1982 · 1983 · 1984 · 1985 · 1986 · 1987 · 1988 · 1989 · 1990 · 1991 · 1992 · 1993 · 1994 · 1995 · 1996 · 1997 · 1998 · 1999 · 2000 · 2001 · 2002 · 2003 · 2004 · 2005 · 2006 · 2007 · 2008 · 2009 · 2010 · 2011 · 2012 · 2013 · 2014 · 2015 · 2016 · 2017 · 2018 · 2019 · 2020 · 2021 · 2022 · 2023 · 2024 · 2025